# シーモア・バッツ
シーモア・バッツ (Seymore Butts)（出生名アダム・グラッサー Adam Glasser、ニューヨークブロンクス区出身、1964年3月18日 - ）は、アメリカ合衆国のポルノ映画監督、プロデューサー、男優。ゴンゾポルノジャンルで100本以上の映画を製作した。

## 来歴
グラッサーはブロンクスで生まれ、幼年期に家族と共にカリフォルニア州ロサンゼルスに転居した。同州のサンタモニカ高校を卒業後ジムを経営し、トレーナーとして働き始めた。ジムの経営が悪化したため映画会社にスペースを貸し出していたが、ポルノ映画製作会社がレンタルを申し込んできた事から、ポルノ業界との関わりが生まれた。
グラッサーは1980年代後半にジョン・スタグリアーノ監督の初期のバットマン (Buttman) ビデオ『Ultimate Adventure』などに助演男優として出演した後、有名なギャグネームのシーモア・バッツ (Seymore Butts = "see more butts") を名乗り1990年代初めより自らビデオを製作し始めた。
グラッサーはPBSが2002年2月7日に放映したドキュメンタリー番組『FRONTLINE』の「American Porn」の回に出演した。
2003年の初めからグラッサーはショウタイムの人気リアリティ番組『ファミリー・ビジネス (Family Business)』に精力を傾けた。彼は母親のライラ・グラッサー、60歳のいとこスティービー・グラッサー（通称いとこのスティービー）と出演した。2人はアダムがポルノシリーズを製作する「同族会社 (family business)」の経営を手伝う。番組はまたシングルファーザーとしての彼の暮らしぶりとポルノスターが業界の外で有意義な人間関係を見いだす事の困難を描いた。シリーズは4シーズン続いた。この番組は2004年度のXRCO賞Mainstream's Adult Media Favoriteをジェナ・ジェイムソンの自叙伝とタイで受賞し、2005年度のAVNアワードBest Alternative Videoを獲得した。
「シーモア・バッツ」はAVN殿堂、XRCO殿堂双方のメンバーである。

## 女性関係
グラッサーのビデオは、彼と恋愛関係になった女優を主演させていることで知られる。以下は特に有名な女優である。
- シェーン：一時期婚約者であった。
- テイラー・ヘイズ：彼の息子の母親である。
- アリーシャ・クラス
- マリ・ポッサ：彼女とグラッサーの別離は『ファミリー・ビジネス』シリーズのラストで放映された。

27歳の時に、彼は自分のペニスが小さいという不安を解消し受け入れてくれたニナ・ハートレーと関係を持った。